# Жовтозілля
Жовтозілля (Senecio, L.)  — рід багаторічних трав'янистих рослин родини складноцвітих або айстрових (Asteraceae). Рід має космополітичне поширення й містить понад 1400 видів.

## Назва
Назва Senecio походить від латинського слова senex, тобто старий, з натяком на сивуваті головки запушеного насіння — поширене анемохорне пристосування, подібне до кульбаби. Серед народних та локальних назв «дідик», «хрестовник».

## Загальна біоморфологічна характеристика
Одно-, дво- і багаторічні трави; ліани — іноді з довгим дерев'янистим стеблом; чагарнички і чагарники; невисокі дерева. Багато з них — звичайні в помірних поясах види щорічно дають велике число сім'янок (одна рослина до 40 000), що розносяться вітром. Листки чергові, різноманітні за формою, еліптичні до зворотно-яйцеподібних, розсічені, рідше цілісні. Квітки жовті, помаранчеві, пурпурові, фіолетові; крайові — язичкові, маточкові, серединні — трубчасті двостатеві, зібрані в кошики, листочки обгортки головним чином однорядні. Сік всіх видів жовтозілля отруйний і може вразити слизову оболонку.
Багато видів жовтозілля (близько 100) — сукулентні рослини. Це або листкові, або стеблові сукуленти, дуже різноманітні за габітусом.

## Екологія, поширення
Поширені від Арктики до тропіків, але головним чином в Південній Африці, Середземномор'ї і в помірних поясах Азії, Південної і Північної Америки. Серед жовтозілля є розеткові дерева (висотою до 7 м), що зростають в альпійському поясі гір Танзанії (Кіліманджаро) і Кенії.
Більшість сукулентних видів походить з різних районів Африки, включно з прилеглими островами (Мадагаскар, Канарські острови). Деякі з них зустрічаються в Південно-Західній Європі, на Аравійському півострові, в Мексиці.

## Жовтозілля в Україні
Найпоширеніші види в Україні — жовтозілля звичайне (Senecio vulgaris) і жовтозілля весняне (Senecio vernalis) — ростуть як бур'яни на засмічених місцях, на полях і між кущами по всій території країни. Поширеним також є жовтозілля Якова (Senecio jacobaea), але разом з іншими подібними видами жовтозілля зараз виділене в окремий рід Jacobaea (Якобея). Прйнята назва цього виду Jacobaea vulgaris (Якобея звичайна).
Три види жовтозілля фігурують у Червоній книзі України 2009 року. Це жовтозілля карпатське (Senecio carpathicus), жовтозілля Бессера (Senecio besserianus — цей вид також занесений до Європейського Червоного списку.) і жовтозілля кримське (Senecio tauricus — ендемік Криму). Згідно новітньої систематики до роду Senecio належить лише останній вид. Жовтозілля карпатське в ранзі підвиду належить до роду Jacobaea (Jacobaea abrotanifolia subsp. carpathica (Herbich) B.Nord. & Greuter), а жовтозілля Бессера теж в ранзі підвиду належить до роду Tephroseris (Tephroseris integrifolia subsp. aurantiaca (Hoppe ex Willd.) B.Nord.).
Крім того, низка видів жовтозілля входить до офіційних переліків регіонально рідкісних рослин деяких областей України. Це, зокрема (в дужках надається українська назва, та за наявності біноміальна або триноміальна назва згідно сучасної систематики):
- Жовтозілля дніпровське (Senecio borysthenicus — синонім Jacobaea borysthenica (DC.) B.Nord. & Greuter[10]) — входить до офіційних переліків регіонально рідкісних рослин Дніпропетровської, Донецької, Луганської, Одеської і Полтавської областей. Цей вид також занесений до Європейського Червоного списку[8].
- Жовтозілля болотне (Senecio paludosus — синонім Jacobaea paludosa (L.) G.Gaertn., B.Mey. & Scherb.[11]) — входить до офіційних переліків регіонально рідкісних рослин Дніпропетровської, Львівської і Житомирської областей.
- Жовтозілля небагатолисте(інші мови) (Senecio paucifolius(інші мови)) — входить до офіційного переліку регіонально рідкісних рослин Дніпропетровської області.
- Жовтозілля татарське(інші мови) (Senecio tataricus(інші мови) — синонім Jacobaea paludosa subsp. lanata (Holub) B.Nord. & Greuter[12]) — входить до офіційних переліків регіонально рідкісних рослин Дніпропетровської і Запорізької областей.
- Жовтозілля чорноморське (Senecio euxinus — синонім Senecio leucanthemifolius subsp. vernalis (Waldst. & Kit.) Greuter[13]) — входить до офіційного переліку регіонально рідкісних рослин Донецької області.
- Жовтозілля сарацинське (Senecio sarracenius — невизначена назва[14]) — входить до офіційного переліку регіонально рідкісних рослин Житомирської області.
- Жовтозілля надрічкове(інші мови) (Senecio fluviatilis(інші мови) — синонім Senecio nemorensis L.[15]) — входить до офіційного переліку регіонально рідкісних рослин Закарпатської області.
- Жовтозілля Швецова(інші мови) (Senecio schvetzovii(інші мови) — синонім Senecio macrophyllus M.Bieb.[16]) — входить до офіційних переліків регіонально рідкісних рослин Кіровоградської і Львівської областей.
- Жовтозілля дібровне (Senecio nemorensis) — входить до офіційного переліку регіонально рідкісних рослин Хмельницької області.
- Жовтозілля тіньове (Senecio umbrosus) — входить до офіційних переліків регіонально рідкісних рослин Чернівецької і Львівської областей.

## Охоронні заходи
14 видів Senecio занесені до Червоного Списку Міжнародного Союзу Охорони Природи:
1. Senecio alboranicus
2. Senecio antisanae
3. Senecio aquaticus
4. Senecio arborescens
5. Senecio caespitosus
6. Senecio elodes
7. Senecio iscoensis
8. Senecio lamarckianus
9. Senecio leucopeplus
10. Senecio littoralis
11. Senecio morotonensis
12. Senecio navugabensis
13. Senecio vaginatus
14. Senecio wightii

## Практичне використання
Часто вирощуються в оранжереях і кімнатах. Деякі види жовтозілля — злісні бур'яни, інші — лікарські рослини (містять сенеціонін, платифілін та інші). Надземні частини жовтозілля звичайного містять алкалоїди, мають кровотамуючі властивості, і їх вживають на лікування в гінекологічній практиці. Жовтозілля звичайне (Senecio vulgaris) входить до Списку дикорослих корисних рослин України. Воно застосовується в народній медицині. Жовтозілля весняне (Senecio vernalis) добре поїдається вівцями, задовільно — великою рогатою худобою. Жовтозілля Якова (Senecio jacobaea) задовільний медонос. Також застосовується в народній медицині і гомеопатії. З нього ж можна отримувати темно-зелену фарбу.

## Утримання в культурі
Світлолюбні рослини. Взимку їх утримують при температурі близько 15 °C, полив обмежений, але без повного висихання субстрату. З весни до осені поливають регулярно. Землесуміш — пухка, поживна. Розмножують насінням, стебловими, деякі види і листковими живцями.
Використовують у композиціях із сукулентів, деякі види — як ампельні рослини в підвісних кашпо.

## Історія досліджень та систематика
Деякі види нерідко виділяють в особливі роди (цинерарія (Cineraria L.) та інші).

## Галерея

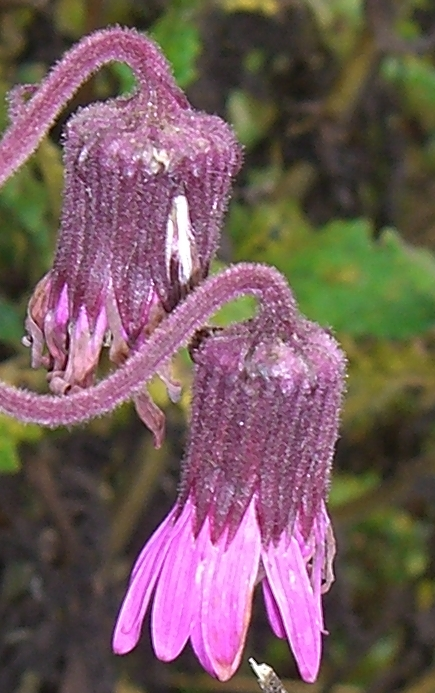
Квітки Senecio formosoides
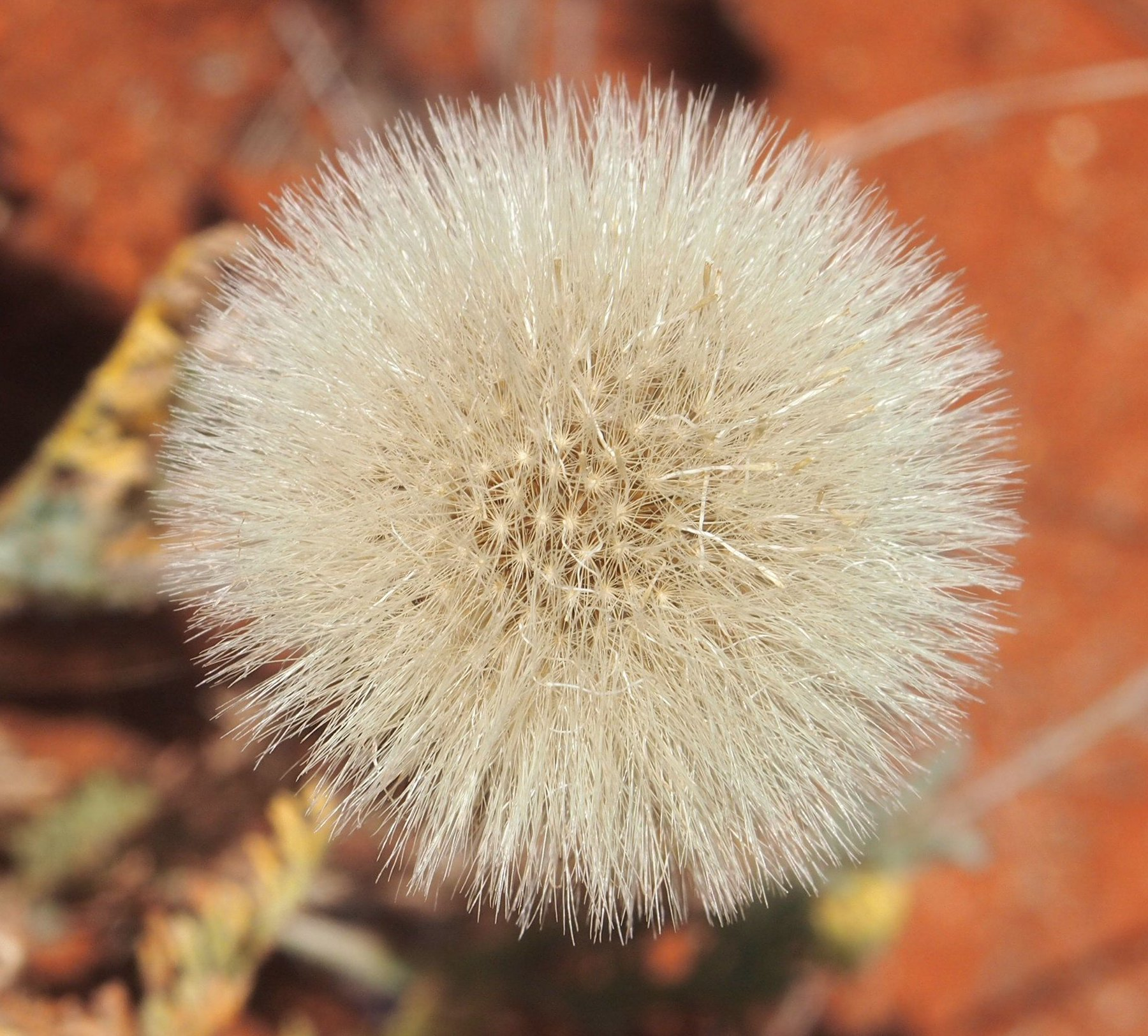
Сім'янка Senecio magnificus
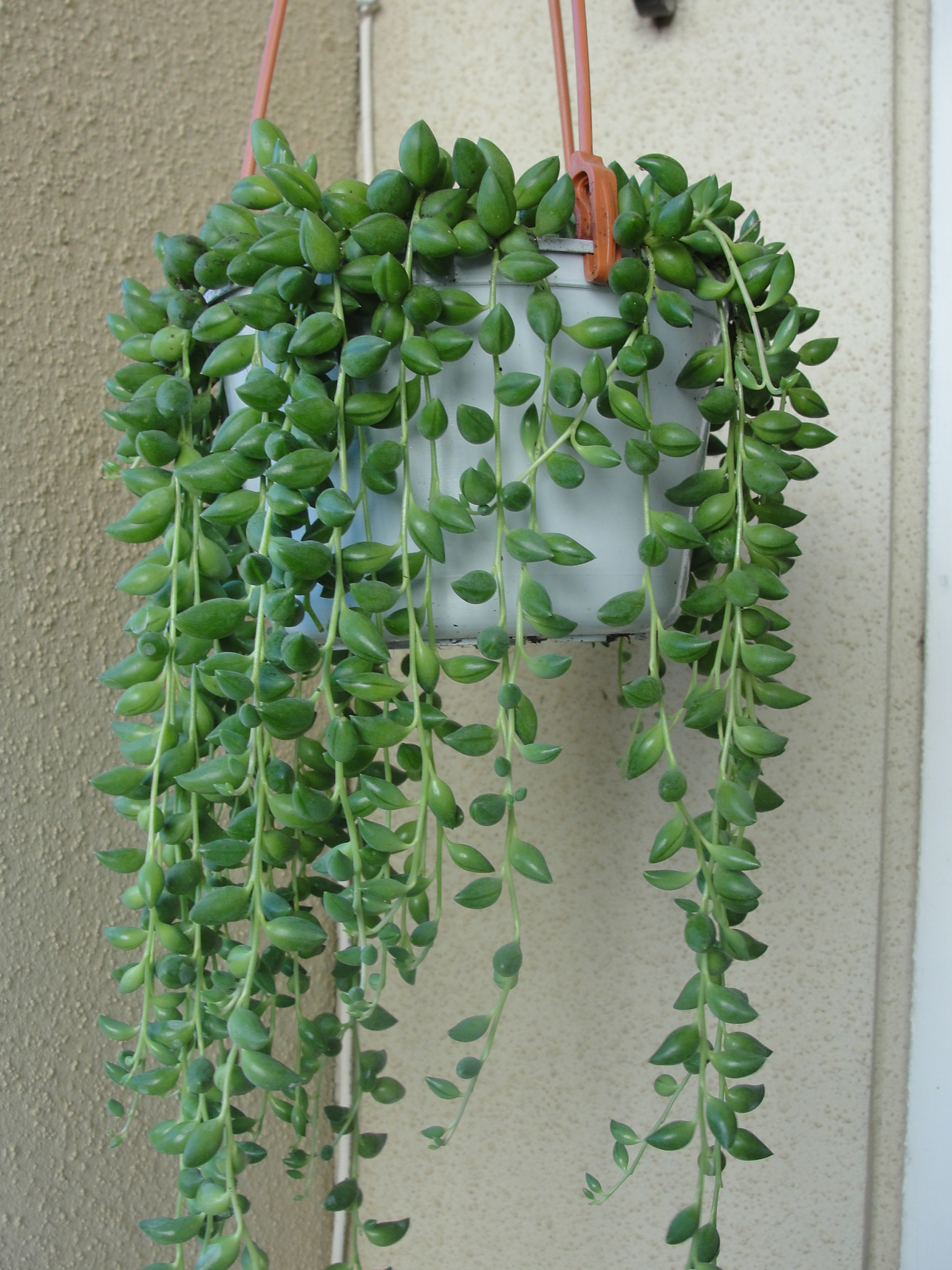
Ампельне сукулентне Senecio herreianus в кашпо
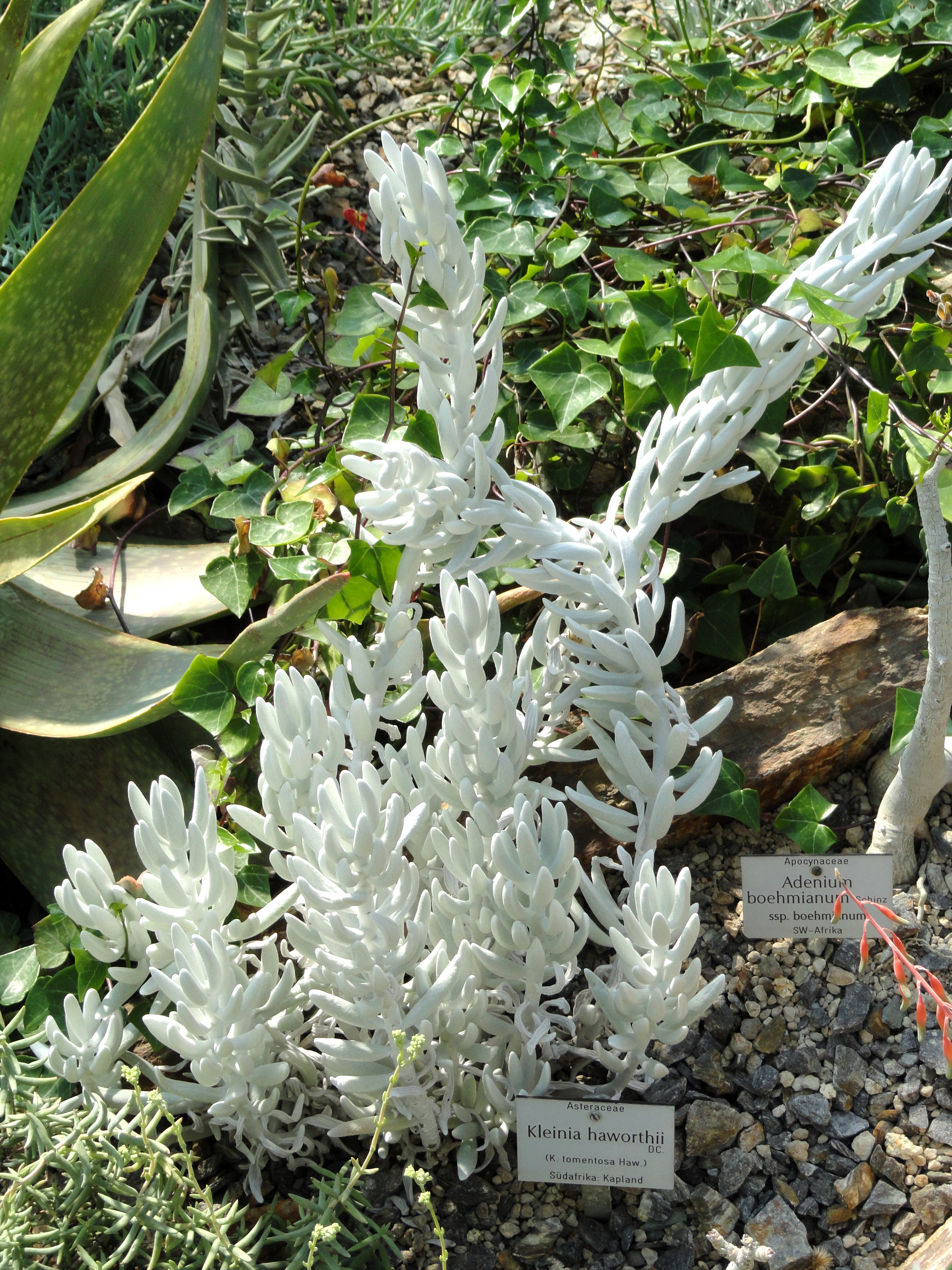
Senecio haworthii в Ботанічному саду Мюнхен-Німфенбург
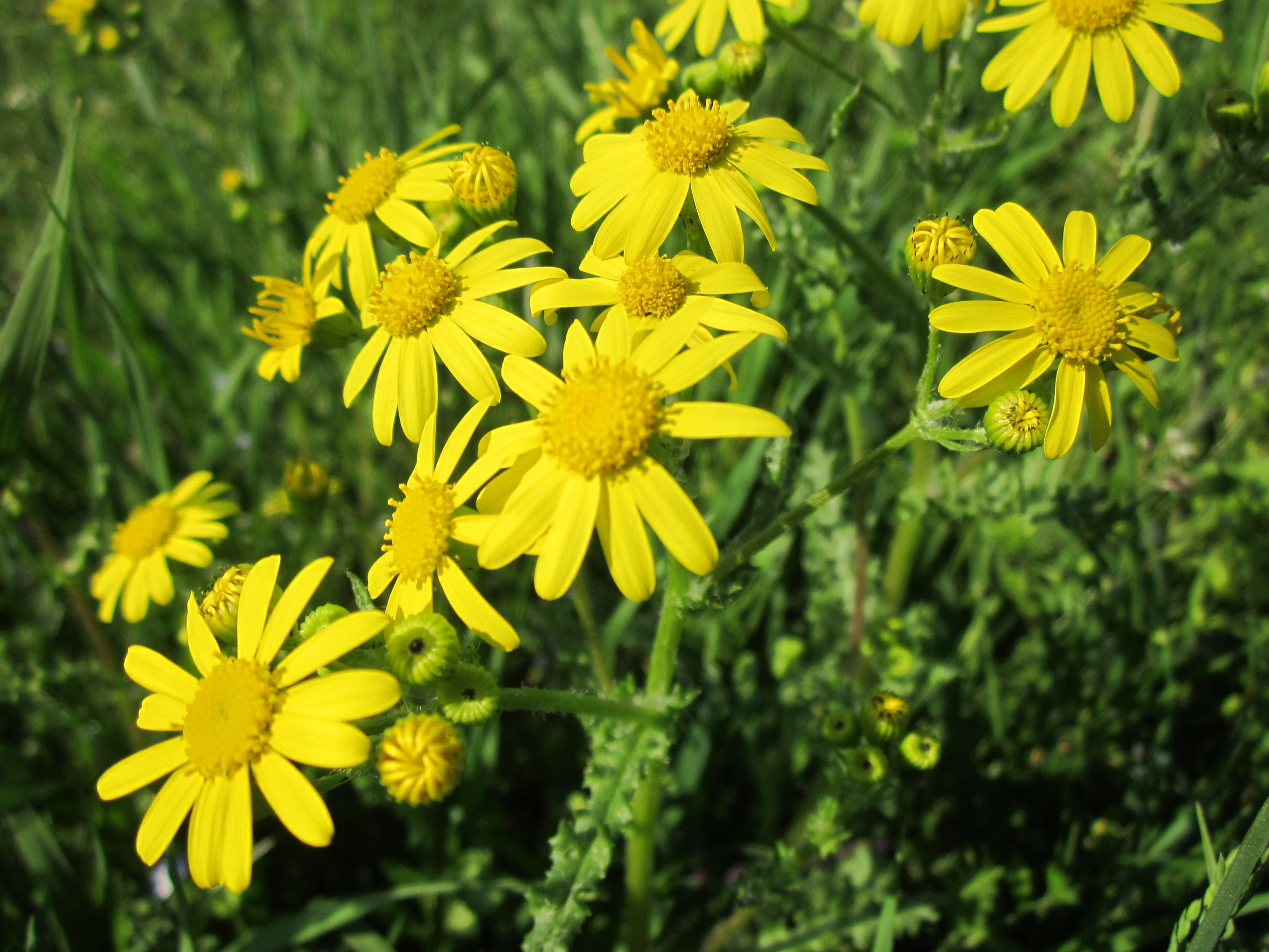
Жовтозілля весняне (Senecio vernalis)

## Виноски
1. ↑  POWO